# GameRush
GameRush is een Nederlands televisieprogramma dat te zien is op de zender RTL 5 en op het internet.
In het programma, gepresenteerd door onder meer Christa Meuleman, wordt de kijker wekelijks op de hoogte gehouden omtrent nieuwe ontwikkelingen in de wereld van videospellen en worden een aantal spellen die binnenkort in de winkel komen te liggen uitvoerig behandeld.
GameRush-afleveringen op RTL 5 duren ongeveer een half uur. Naast de videogames zelf komt ook het laatste nieuws en ontwikkelingen op het gebied van videogames ter sprake.

## Hi-definition
Met de komst van de PlayStation 3 en de Xbox 360 wordt high definition steeds meer gebruikt bij computerspelletjes. Sinds maart 2006 worden alle afleveringen van GameRush daarom geproduceerd in het hdtv-formaat 720p (1280x720). In december 2009 werd als testcase een speciale aflevering van GameRush in Full HD - 1080p (1920x1080) geproduceerd. Opnames hiervan vonden zowel plaats in New York en Amsterdam.

## Speciale afleveringen
Naast 'normale' afleveringen zijn er ook zogenaamde 'Rush Experiences'. Een 'Rush Experience' is een korte film waarin een bepaald thema op een speciale manier in beeld wordt gebracht.